# Ibarrolle
Ibarrolle település Franciaországban, Pyrénées-Atlantiques megyében. Lakosainak száma 73 fő (2022. január 1.). Ibarrolle Bunus, Bussunarits-Sarrasquette, Gamarthe, Hosta, Larceveau-Arros-Cibits és Saint-Just-Ibarre községekkel határos.

## Népesség
A település népességének változása:
| Lakosok száma | 93   | 88   | 86   | 82   | 79   | 77   | 75   | 73   | 73   |
|               | 2013 | 2015 | 2016 | 2017 | 2018 | 2019 | 2020 | 2021 | 2022 |